# Campione!
Campione! (カンピオーネ!?) es una serie de novelas ligeras japonesas escritas por Jō Taketsuki e ilustradas por Sikorsky. Ha sido adaptado a un manga publicado en el Super Dash & Go! de Shūeisha. Una adaptación a serie de anime de 13 episodios producida por Diomedea y dirigida por Keizo Kusakawa se emitió en Japón entre julio y septiembre de 2012 en la cadena AT-X. El opening es "BRAVE BLADE!" por Megu Sakuragawa y el ending es "Raise" por Yui Ogura.

## Argumento
Campione relata la historia de Godō Kusanagi, un estudiante como cualquier otro que está a punto de graduarse de la secundaria. Hasta que en un día de sus vacaciones de primavera mata al dios Verethragna, acontecimiento que lo convierte en el séptimo y más joven Campione.

## Personajes
Godō Kusanagi (草薙 護堂 Kusanagi Godō?)
Seiyū: Yoshitsugu Matsuoka
Es un joven de 16 años de edad, que jugó en la liga mayor de béisbol cuando estaba en la escuela media. Sin embargo, una lesión puso fin al béisbol. Durante las vacaciones de primavera en su tercer y último año en la escuela media, se dio envuelto en una aventura y terminó matando al Dios Hereje Verethragna. De este modo se convirtió en el más joven y el séptimo Campione. Ahora que él es un asesino de dioses, el joven Godō debe derrotar a los Dioses Herejes, con la ayuda de sus seguidores.
Erica Blandelli (エリカ・ブランデッリ Erika Buranderri?)
Seiyū: Yōko Hikasa
Es una joven italiana de 16 años, quien posee el título de Great Knight en la organización de la Cruz de Cobre Negro y portadora de la espada Cuore Di Leone (Corazón de León). Ella es una mujer valiente, quien nunca muestra miedo mientras lucha en contra de los Dioses Heréticos. Muestra una gran lealtad a Godō a quien le declaró su amor, diciéndole "que le pertenece a él" y que es "su espada y su escudo", incluso llamándolo amo, declarando así ser su Caballero.
Yuri Mariya (万里谷 祐理 Mariya Yuri?)
Seiyū: Kana Hanazawa
Es una joven tímida, que habla muy educadamente, a tal punto que cuando se enojó con Godō, él no sabía distinguir si ella estaba enojada o estaba tratando de ser cortés. En la escuela, antes de la transferencia de Erica, era descrita como la belleza número uno de la escuela y una Yamato Nadeshiko sin saberlo. Como Hime-Miko, Yuri dejó su casa para tomar su lugar en un santuario a una edad temprana. Tiene un sexto sentido llamado Visión Espiritual que le permite predecir los acontecimiento, encontrar lugares y eventos, que no son capaces de encontrar con artefactos mágicos.
Liliana Kranjcar (リリアナ・クラニチャール Ririana Kuranicharu?)
Seiyū: Eri Kitamura
Es una joven italiana de ascendencia eslovena, de 16 años. Es una Bruja que posee el título de Great Knight en la organización de la Cruz de Bronce Negro (organización rival de la de Erica). Se dice que Liliana es la amiga de la infancia y rival de Erica, y que además ellas consiguieron sus espadas mágicas en el mismo lugar. La espada de Liliana es Il Maestro la espada hermana del Cuore Di Leone de Erica.
Ena Seishuin (青洲院 恵那 Seishūin Ena?)
Seiyū: Yuka Saitō
Poco se sabe sobre el pasado de Ena, ella es la amiga de la infancia de Yuri, y que tiene algún tipo de relación con el dios Susano, con quien se comunica con magia mientras que él está en el Inframundo. Su relación es lo suficientemente cercana que ella lo llama "Abuelito", a pesar de que le resulta irritante. Ella poseía la espada "Ame no Murakumo no Tsuguri", espada que es símisma la reencarnación de un dios, luego pasa a manos de Godou tras haber derrotado a la espada. El poder de Ena es el de la posesión divina por lo que explica como podía manejar a la "Ame no Murakumo no Tsuguri".

## Terminología
Campione
Es el título dado a las personas que mataron a un dios, los magos los llaman Rey (también Asesino de dioses, Rey Malvado, Rey Demonio, Gobernante Supremo, entre otros). Cuando un mortal mata a un dios hereje, se toman a sí mismos las autoridades del dios hereje, convirtiéndose en algo más que humano, un rey demonio, un gobernante supremo, un Campione. Por lo general, un Campione sólo adquirirá una autoridad del dios que mata, que está influida por la personalidad, la compatibilidad, y la habilidad del mismo. Aunque hay raras excepciones, como el séptimo Campione Kusanagi Godō. La Autoridad luego se ajusta para adaptarse a la propia naturaleza del Campione. A causa de sus autoridades divinas, automáticamente se designan como los gobernantes de su país natal. En esa zona, entre lo sobrenatural, su palabra es ley. Sólo otro Campione puede oponerse a ellos. Son llamados los hijos ilegítimos de Epimeteo, "porque sólo alguien, como Epimeteo, que actúa sin pensar en las consecuencias se enfrentaría a un dios Hereje en vez de huir".
Dios Hereje
Son los dioses que traen desgracia al mundo, están dotados de poderes divinos y armas llamadas Autoridades que les otorgan su derecho a gobernar en los mitos. Estas autoridades a veces puede ser muy diferente de la versión moderna del dios, que se remonta a los orígenes de los mitos y leyendas de la que nació el dios Hereje. Sólo los magos, brujas, sacerdotes, y las personas con algún toque de lo sobrenatural pueden verlos.
Dioses Herejes son inmortales, viviendo por siempre a menos que los maten. Aunque mueran, sin embargo, un dios hereje simplemente se vuelve a los mitos y leyendas que los generaron, y puede regresar al mundo humano con el tiempo. Mientras sus mitos y leyendas existen, también lo hará los dioses Herejes de alguna manera.

## Media

### Novela ligera
Campione! comenzó como una serie de novelas ligeras escritas por Jō Taketsuki, con ilustraciones proporcionadas por Sikorsky. El primer volumen fue publicado por Shūeisha el 23 de mayo de 2008.
| Volumen    | Título                             | Fecha de publicación    | ISBN                   |
| ---------- | ---------------------------------- | ----------------------- | ---------------------- |
| Volumen 1  | Heretic God                        | 23 de mayo de 2008      | ISBN 978-4-0863-0428-3 |
| Volumen 2  | Arrival of a Devil King            | 21 de noviembre de 2008 | ISBN 978-4-0863-0460-3 |
| Volumen 3  | Tale of the Beginning              | 25 de marzo de 2009     | ISBN 978-4-0863-0481-8 |
| Volumen 4  | The Hero and The King              | 24 de julio de 2009     | ISBN 978-4-0863-0496-2 |
| Volumen 5  | Miko of the Sword                  | 25 de noviembre de 2009 | ISBN 978-4-0863-0516-7 |
| Volumen 6  | Flying Phoenix of Divine Mountain  | 25 de marzo de 2010     | ISBN 978-4-0863-0539-6 |
| Volumen 7  | Great Sage Equaling Heaven         | 23 de julio de 2010     | ISBN 978-4-0863-0557-0 |
| Volumen 8  | Trials of the Devil Kings          | 25 de noviembre de 2010 | ISBN 978-4-0863-0579-2 |
| Volumen 9  | Return of the Goddess              | 25 de marzo de 2011     | ISBN 978-4-0863-0600-3 |
| Volumen 10 | War God of the Lance               | 25 de agosto de 2011    | ISBN 978-4-0863-0623-2 |
| Volumen 11 | The Second Tale                    | 22 de diciembre de 2011 | ISBN 978-4-0863-0653-9 |
| Volumen 12 | Transient Holy Night               | 25 de mayo de 2012      | ISBN 978-4-0863-0677-5 |
| Volumen 13 | Princess Goddess of the South Seas | 24 de agosto de 2012    | ISBN 978-4-0863-0697-3 |
| Volumen 14 | The Eighth Godslayer               | 24 de mayo de 2013      | ISBN 978-4-0863-0738-3 |
| Volumen 15 | Son of the Goddess                 | 25 de octubre de 2013   | ISBN 978-4-0863-0757-4 |
| Volumen 16 | The Stirring of Heroes             | 24 de febrero de 2014   | ISBN 978-4-0863-0772-7 |

### Manga
Una adaptación del manga ilustrado por Jirō Sakamoto comenzó la serialización en la edición inaugural de octubre de 2011 del Super Dash & Go! de Shūeisha.
| Volumen   | Fecha de publicación  | ISBN                   |
| --------- | --------------------- | ---------------------- |
| Volumen 1 | 25 de mayo de 2012    | ISBN 978-4-0878-2451-3 |
| Volumen 2 | 24 de mayo de 2013    | ISBN 978-4-0878-2600-5 |
| Volumen 3 | 25 de octubre de 2013 | ISBN 978-4-0878-2715-6 |

##### Anime
| Arco de Heretic God | |                          |
| 1 | «La Historia Inicia» «Hajimari no Monogatari» (はじまりの物語)                                     | 6 de julio de 2012       |
| Aquí comienza la historia de cómo Godou Kusanagi con ayuda del caballero Erica Blandelli se enfrentó al Dios Hereje Verethragna y termina convirtiéndose en uno de los 7 Campiones y como se enfrentó a otros dioses que se interpusieron en su camino. | |                          |
| 2 | «Un Día en la Vida de un Señor» «Ōsama no iru Fūkei» (王様のいる風景)                              | 13 de julio de 2012      |
| Godou regresa a Japón con Erica que aparentemente está allí para quedarse. Mientras una joven llamada Mariya Yuri intenta acercarse a Godou. Poco después Godou viaja a Italia y sin darse cuenta acepta la misión de proteger el "Gorgoneion" (Un objeto que podría destruir al mundo). | |                          |
| Arco de Arrival of a Devil King | |                          |
| 3 | «A lo Lejos, Un Enemigo Viene» «Enpō Yori Teki Kitaru» (遠方より敵来たる)                          | 20 de julio de 2012      |
| Athena ha venido a Japón en busca del Gorgoneion, lo que significa que Godou podría morir... otra vez. Pero Godou no esta solo, con ayuda de Mariya planea sellar el Gorgoneion pero sus planes podrían llegar a ser frustrados tanto por Athena como por una misteriosa joven caballero llamada Liliana Kranjcar. | |                          |
| 4 | «Athena, La Rebelde» «Matsurowanu Atena» (まつろわぬアテナ)                                        | 27 de julio de 2012      |
| Con su plan fallido de sellar el Gorgoneion, Godou tendrá que dejar a un lado su pacifismo y enfrentarse a Athena. | |                          |
| Arco de Tale of the Beginning | |                          |
| 5 | «Días Desagradables» «Kōjitsu Narazaru Hibi» (好日ならざる日々)                                    | 3 de agosto de 2012      |
| Yuri está cada vez más cerca de Godou, lo que enfurece a Erica. Pero la ira de Erica es el menor de todos los problemas, teniendo en cuenta que hay otro Campione en Japón, Sasha Dejanstahl Voban, quien termina secuestrando a Mariya. | |                          |
| 6 | «Los Reyes Conversan» «Ōtachi Wa Hanashiau» (王たちは話し合う)                                     | 10 de agosto de 2012     |
| Godou hace una apuesta con Voban. Si Godou logra vencer a Voban, dejara libre a Mariya. Pero si Voban gana usara a Mariya en un ritual para que convoque a un dios, lo cual podría costarle la vida. Mientras Erica planea enfrentarse a Liliana, la nieta y caballero de Voban. | |                          |
| 7 | «Viento, Lluvia, Lobo» «Kaze Yo, Ame Yo, Ōkami Yo» (風よ、雨よ、狼よ)                              | 17 de agosto de 2012     |
| Erica logra convencer a Liliana que luche a su lado contra Voban, pero a Godou se le están acabando las ideas para vencer a Voban. Mariya hace el sacrificio final, frente a Erica. | |                          |
| Arco de The Hero and The King | |                          |
| 8 | «Un Héroe Llega» «Eiyū Suizan» (英雄推参)                                                          | 24 de agosto de 2012     |
| Un simple viaje por la playa se convierte en guerra, un nuevo enemigo llega, el Héroe Perseo. | |                          |
| 9 | «El Rey Desaparecido» «Yukue fumei no ōsama-tachi» (行方不明の王様たち)                            | 31 de agosto de 2012     |
| Godou es salvado por Liliana y descansa después de su pelea con Perseo. Se avecina otra pelea, pero Godou no posee el conocimiento para luchar contra el. Más tarde, Athena lo visita con una oferta que tal vez no pueda rechazar. | |                          |
| 10 | «El Rey Demonio Agresivo, el Héroe del Sol» «Araburu maō, taiyō no yūsha» (荒ぶる魔王、太陽の勇者) | 7 de septiembre de 2012  |
| Godou cuestiona su habilidad para derrotar a Perseo. Sin el conocimiento, sus posibilidades son nulas mientras se prepara para ir contra el antiguo héroe. Pero Liliana tomara una decisión que podría poner la pelea a su favor. | |                          |
| Arco de Miko of the Sword | |                          |
| 11 | «Princesa Sacerdotisa de la Espada Larga» «Tachi no hime miko» (太刀の媛巫女)                      | 14 de septiembre de 2012 |
| Una joven llamada Ena Seishuin ha llegado para unirse voluntariamente a las filas de Godou y tiene la intención de casarse con el, por lo cual sus actuales Caballeros se ponen celosas y desconfían de ella. Erica termina peleando contra Ena y revela que posee La Espada de "Ama no Murakumo" y que esta bajo la protección del dios Susano a quien llama abuelo. pero a la mitad de la pelea Susano se lleva a Godou al inframundo. Erica se adentra al inframundo para seguir a Godou pero Ena también los sigue. | |                          |
| 12 | «La Espada de Ama no Murakumo» «Tiān cóngyún jiàn» (天叢雲劍)                                      | 21 de septiembre de 2012 |
| Susano tiene una charla con Godou a quien deseaba conocer y le advierte de la amenaza que se acerca. Mientras Erica y Ena continúan con la pelea y tanto ella cono Erica terminan en grave riesgo, pero entonces Godou llega a tiempo. Para salvar a Erica, ella debe entregarse en cuerpo y alma a Godou. Para salvar a Ena, Godou tendrá que enfrentarse al espíritu de la "Ama no Murakumo" que esta por poseer completamente el cuerpo de Ena.                                                                      | |                          |
| 13 | «La Historia de los Asesinos de Dioses» «Kami-goroshi no monogatari» (神殺しの物語)                | 28 de septiembre de 2012 |
| Mariya y Liliana logran traer a Godou, Erica y Ena devuelta del inframundo. Pero en ese momento aparece su peor enemigo hasta ahora Metis "La Madre de Athena". Todo el grupo con la inesperada ayuda de Athena se enfrentaran a la oscuridad para evitar que el mundo caiga en la ruina. | |                          |